# (3011) Chongqing
(3011) Chongqing ist ein Asteroid des Hauptgürtels, der am 26. November 1978 am Purple-Mountain-Observatorium in Nanjing entdeckt wurde.
Benannt ist der Asteroid nach der chinesischen regierungsunmittelbaren Stadt Chongqing.